# 국도 제34호선 (일본)

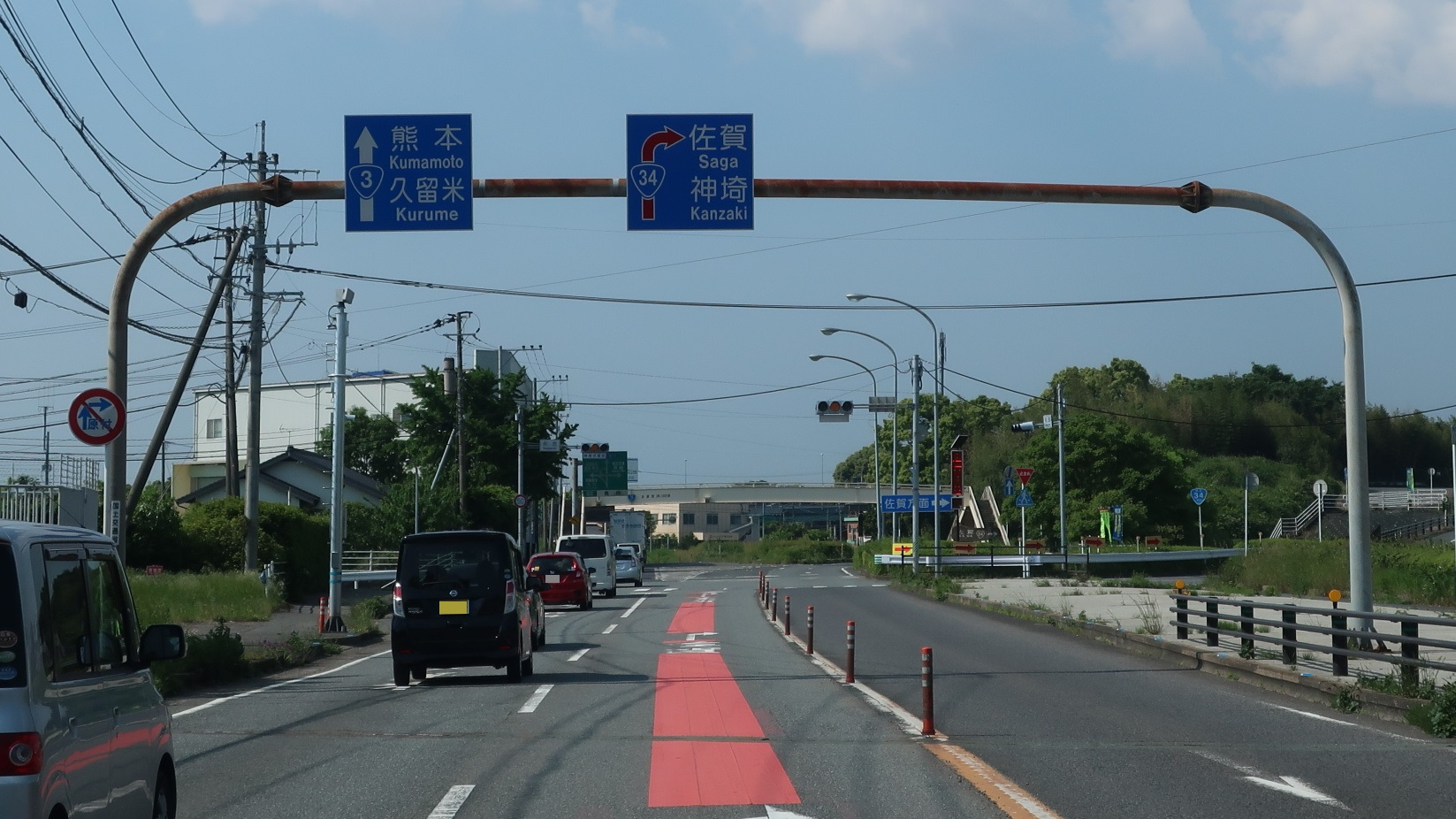
34번 국도의 기점
도스시 나가요시 교차로 일대이며 구 교차로에서 약간 이설되어 있는 것으로 보인다.

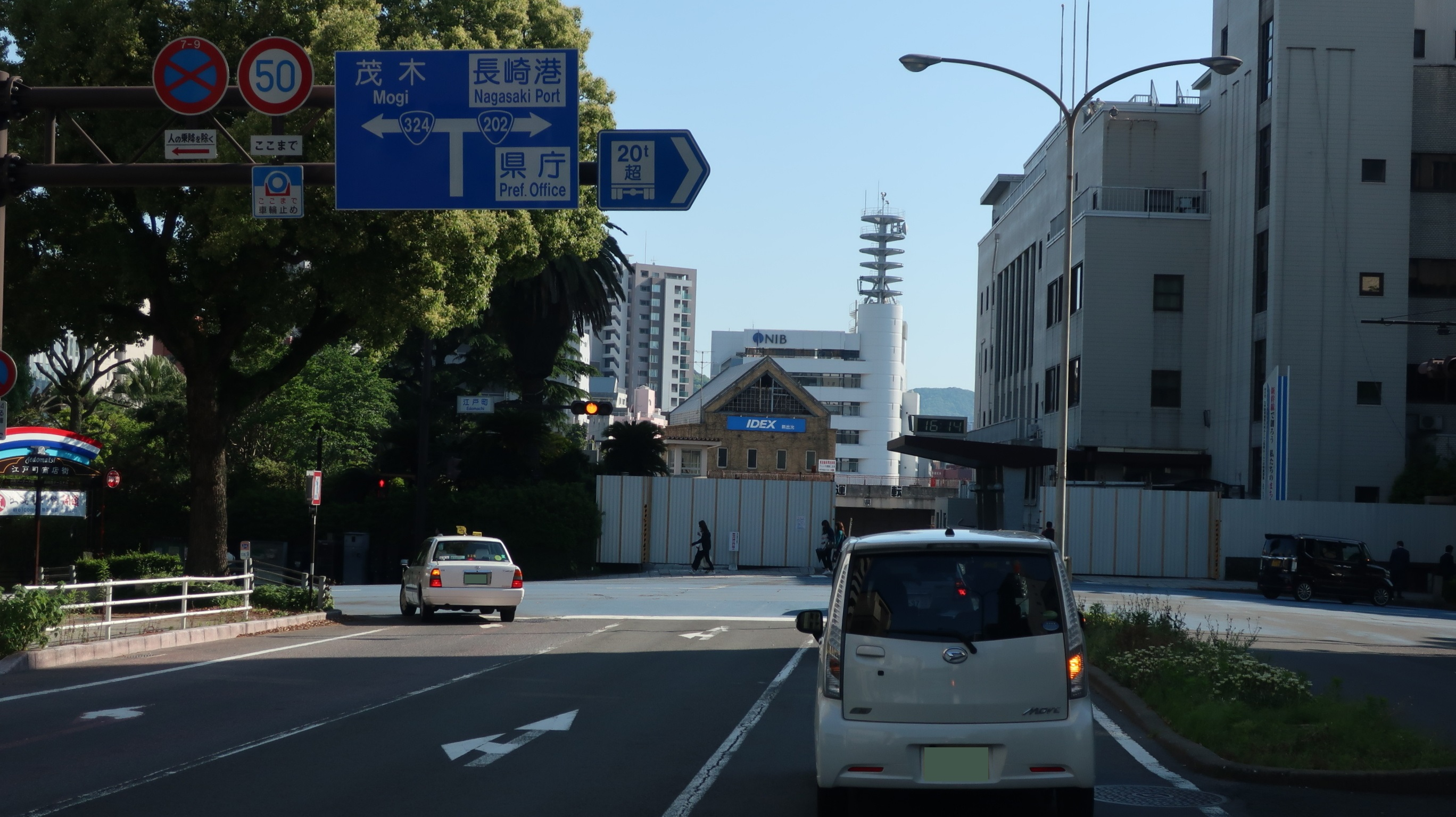
34번 국도의 종점
나가사키시 에도정 교차로 일대, 이 일대의 정식 교차점의 이름은 현청앞 교차로이다.

일본 34번 국도(일본어: 国道34号→국도 34호)는 사가현 도스시에서 나가사키현 나가사키시 에도정까지 이어주는 일반 국도이다. 그러나 이 국도 전체 구간 중 사가현 구간은 76.8 km, 나가사키현 구간은 72.8 km의 구간으로 되어 있다.

## 주요 경유지
- 사가현: 도스시 - 미야키군 (미야키정 - 가미미네정) - 간자키군 요시노가리정 - 간자키시 - 사가시 - 오기시 - 기시마군 (고호쿠정 - 오마치정) - 다케오시 - 우레시노시
- 나가사키현: 히가시소노기군 히가시소노기정 - 오무라시 - 이사하야시 - 나가사키시

## 접촉 가능한 도로

### 자동차도
- 규슈 자동차도
- 나가사키 자동차도
- 오이타 자동차도
- 니시큐슈 자동차도
- 나가사키 바이패스

### 일반 국도
- 3번 국도
- 385번 국도
- 264번 국도
- 323번 국도
- 208번 국도
- 263번 국도
- 207번 국도
- 35번 국도
- 498번 국도
- 205번 국도
- 444번 국도
- 57번 국도
- 202번 국도
- 206번 국도
- 251번 국도
- 324번 국도
- 499번 국도

## 갤러리

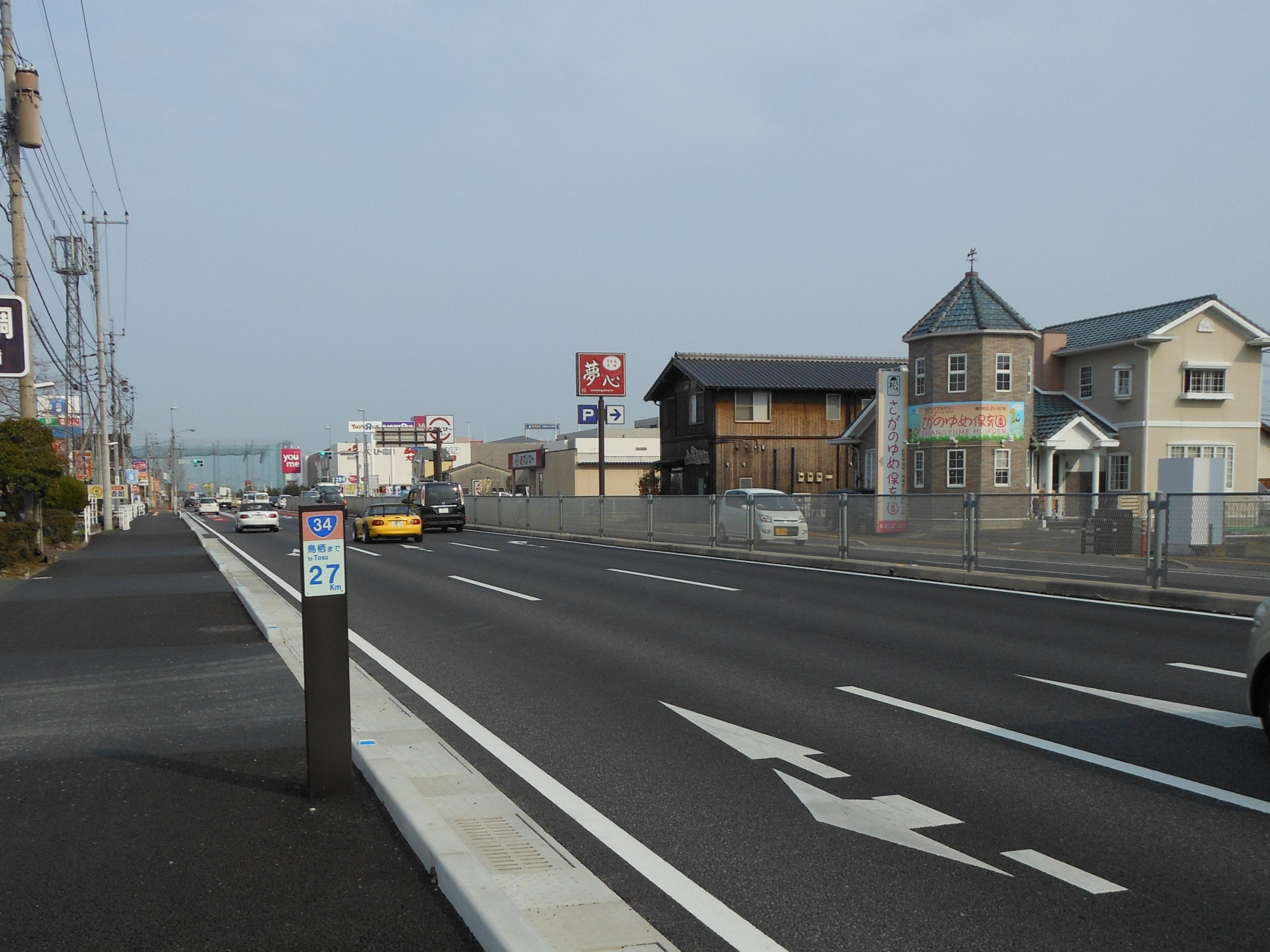
사가시 효고기타 (유메타운 사가 앞이며, 북부 바이패스)
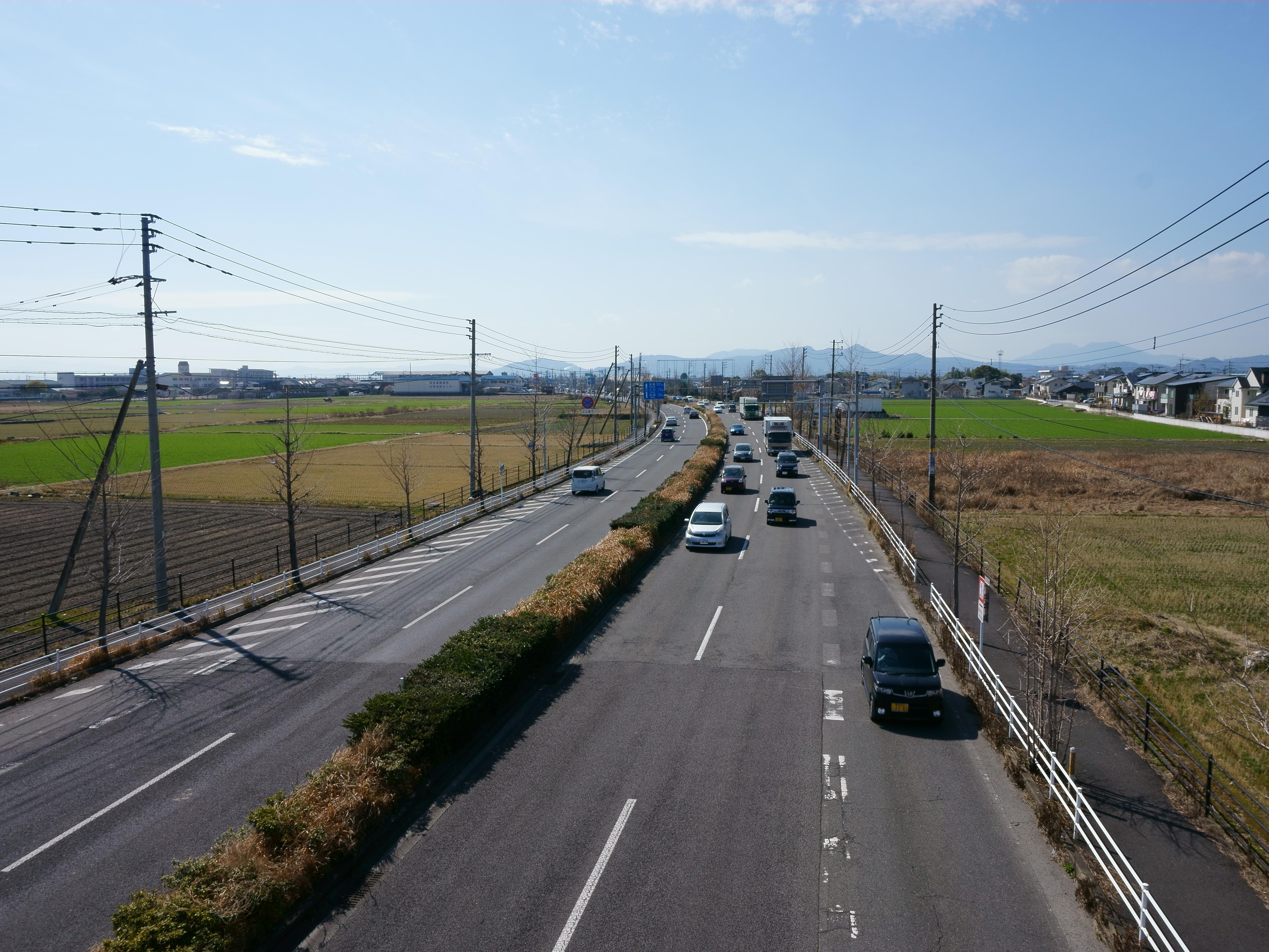
사가시 나베시마정에서 다케오시 방향으로 향하는 길목
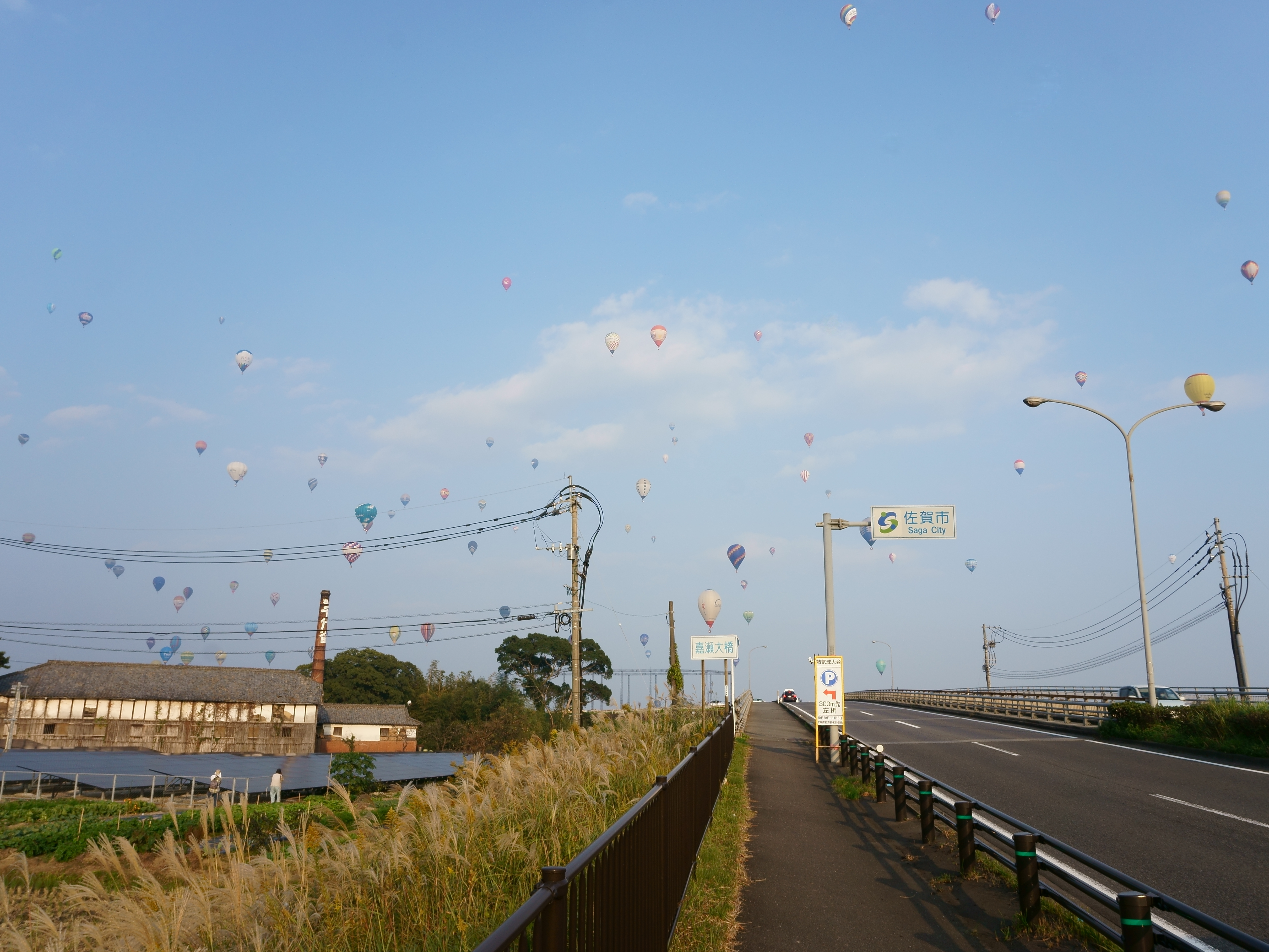
오기시 미카쓰키정 일대에서 가세가강을 건너 가세오대교로 향하는 모습. 인접된 지역에서 사가 인터내셔널 발룬 페스타가 개최되기도 한다.
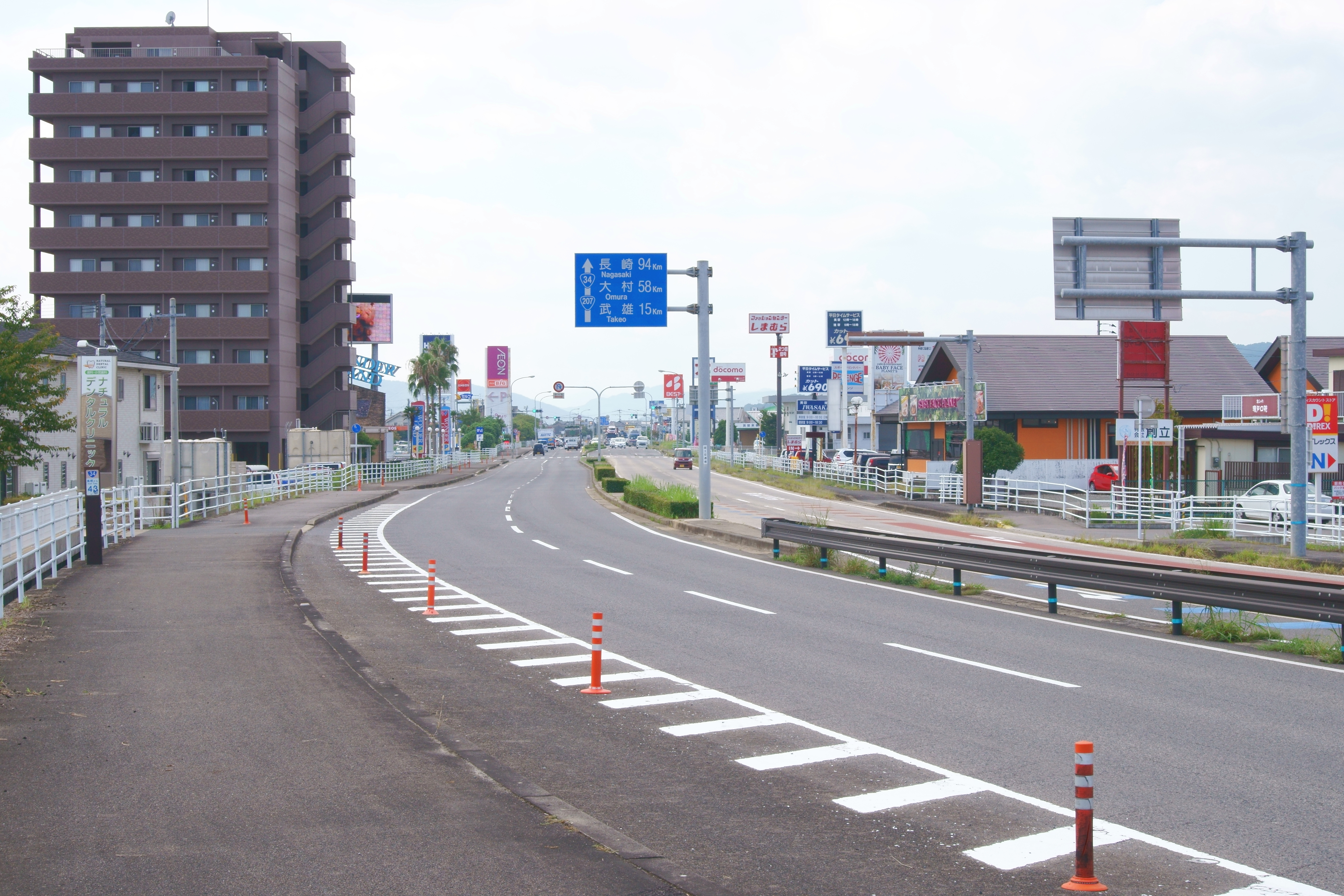
고호쿠 바이패스
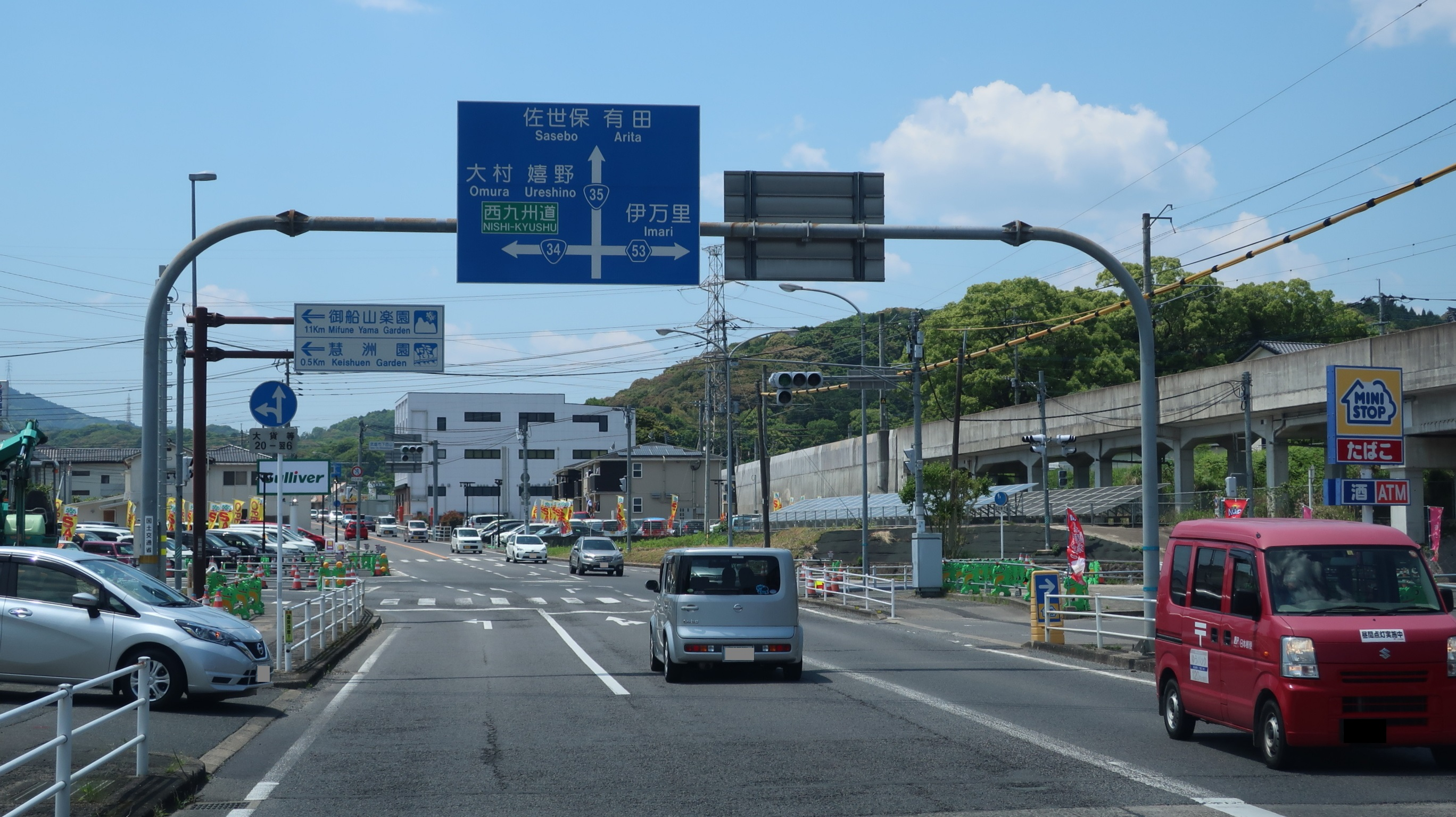
35번 국도와 분기하는 지점 (다케오시)
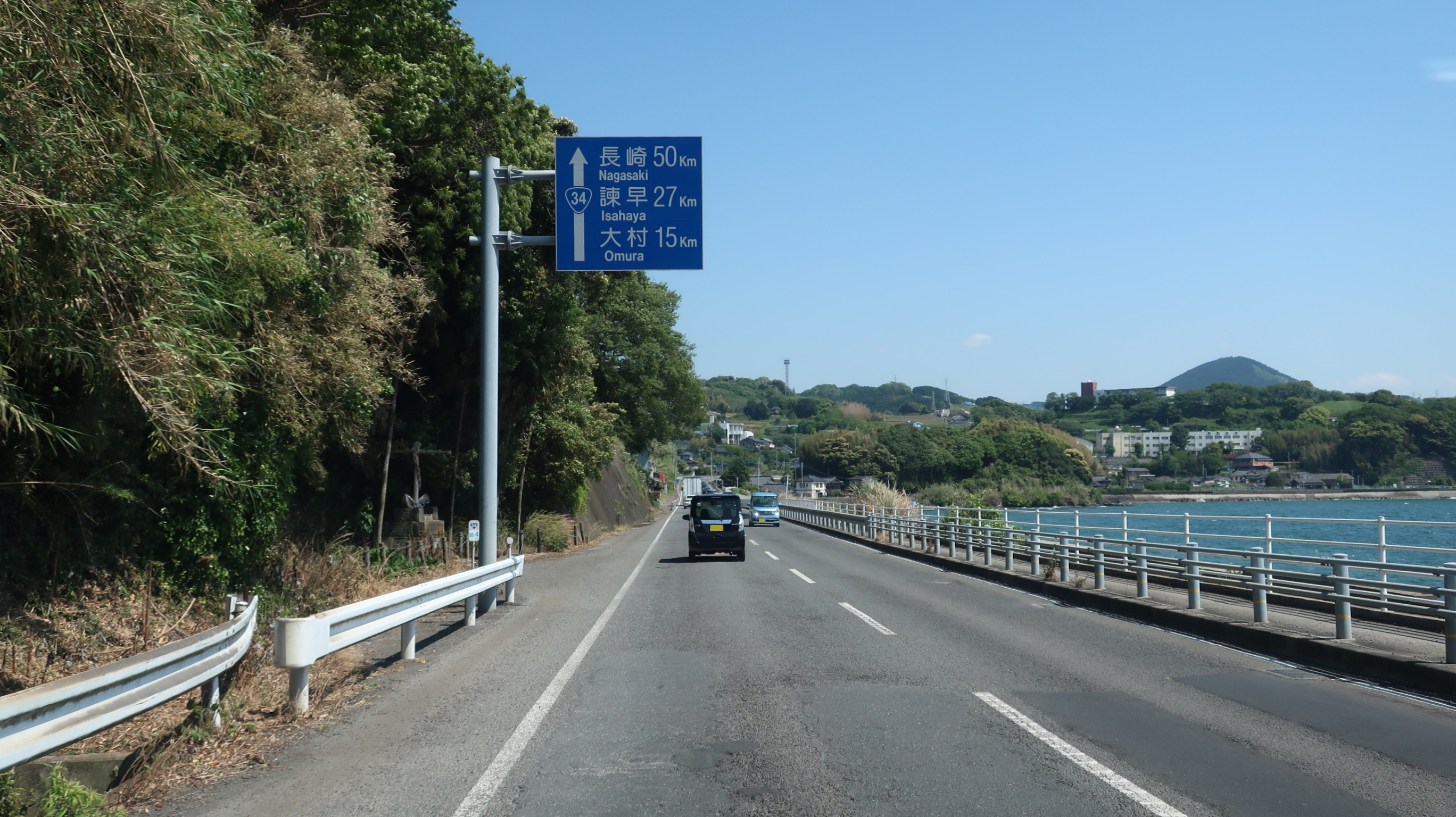
나가사키현 히가시소노기군 히가시소노기정 근처
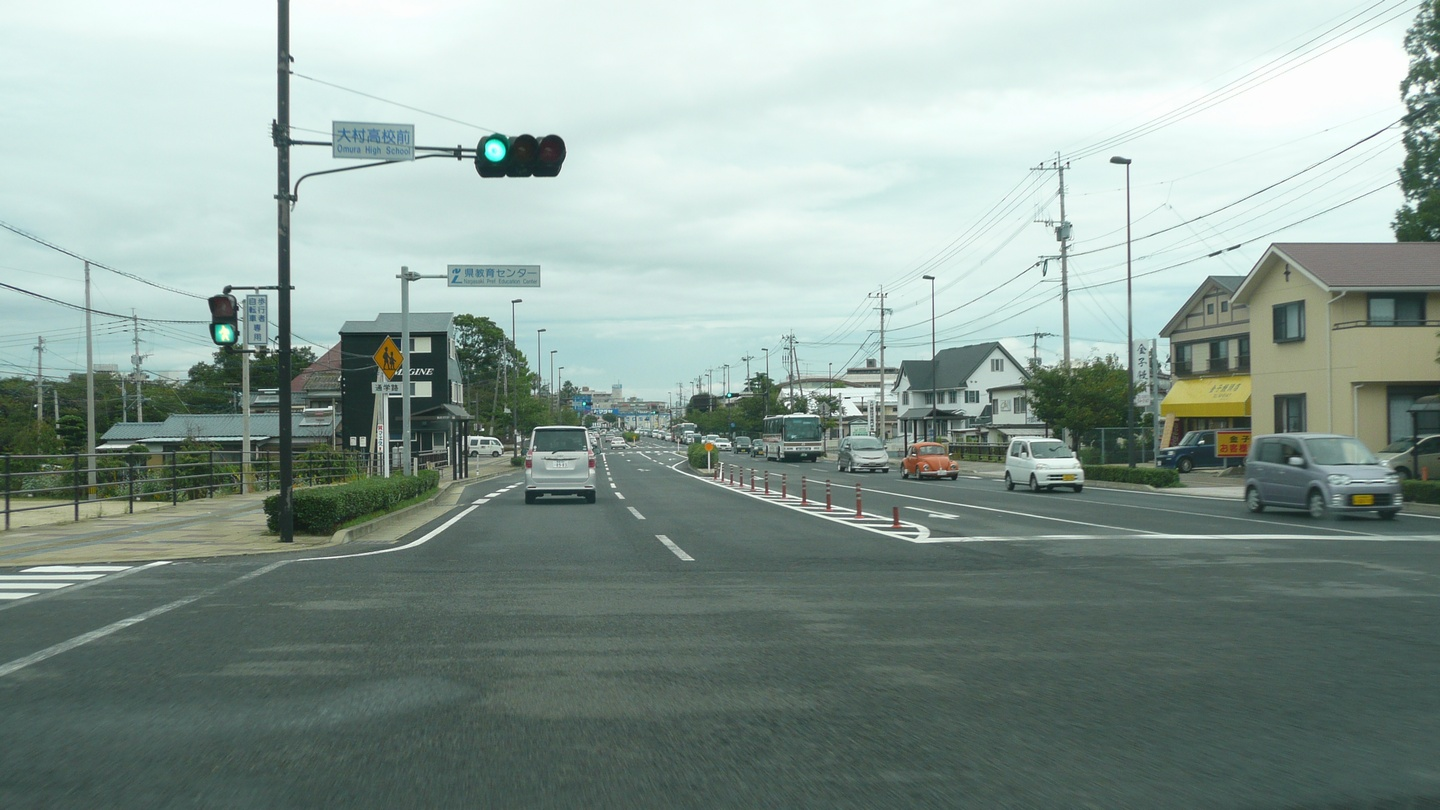
나가사키현 오무라시 구바라 (나가사키현립 오무라 고등학교 앞)
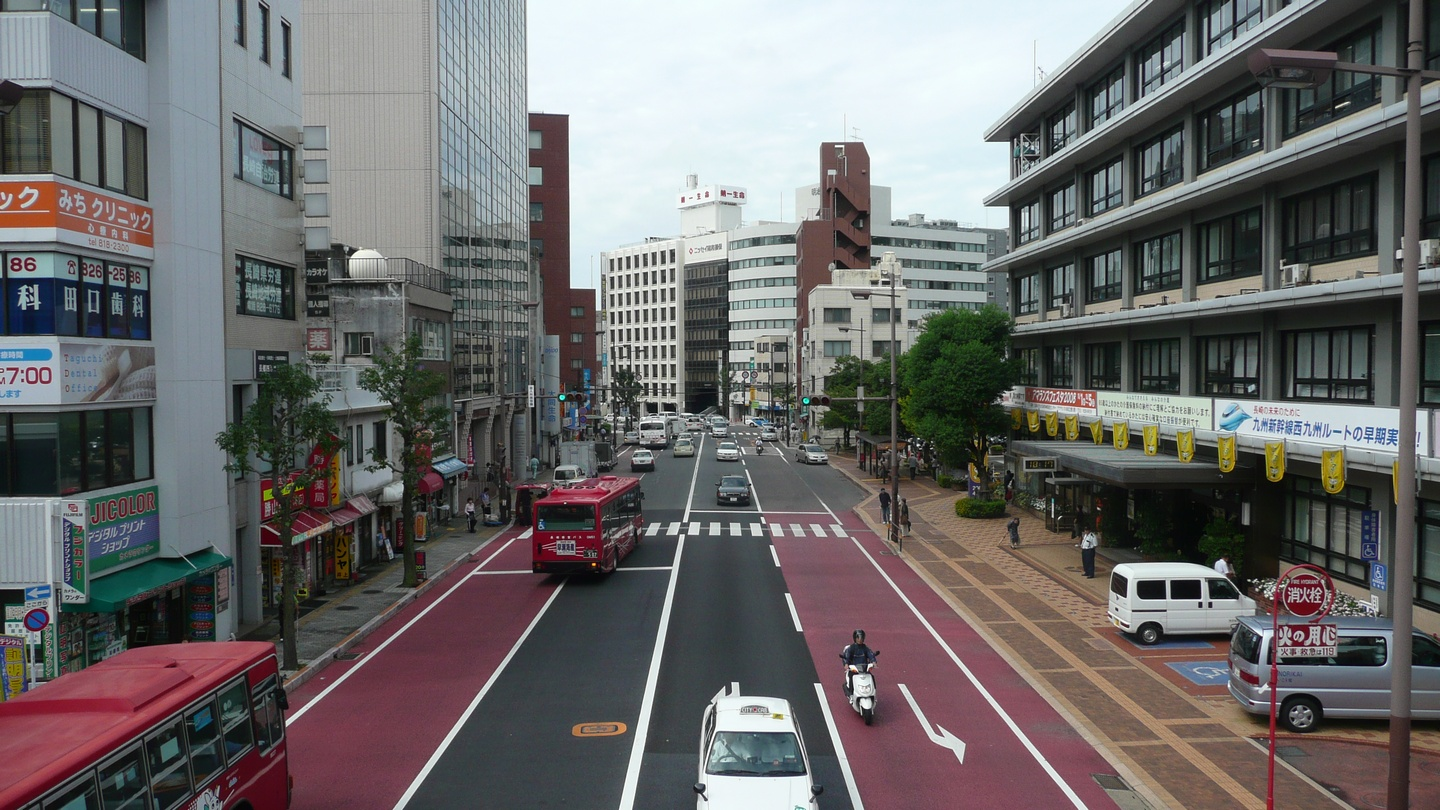
나가사키시청 앞